# Krajpole
Krajpole (bułg. Крайполе) – wieś w Bułgarii, w obwodzie Tyrgowiszte, w gminie Antonowo. Obecnie wieś już niezamieszkana.